# Мотова, Нина Михайловна
Нина Михайловна Мотова (род. 1939) — советский работник промышленности, Герой Социалистического Труда.

## Биография
Родилась 31 августа 1939 года в селе Покровское Ленинского района Московской области (ныне — территория Южного административного округа города Москвы).
Детство девочки было трудным: отец ушёл на фронт Великой Отечественной войны и погиб под Сталинградом. Пришлось помогать матери в её работе в колхозе. После окончания семилетки, поступила в школу фабрично-заводского обучения при Московском мясокомбинате, по окончании которой стала работать в колбасном цехе на этом же предприятии. Решив сменить профессию, ушла с комбината и в 1961 году устроилась шлифовщицей в роликово-подшипниковый цех Первого государственного подшипникового завода в Москве. Без отрыва от производства окончила среднюю школу, заводскую школу мастеров и с отличием — Машиностроительный техникум имени Ф. Э. Дзержинского. В 1965 году вступила в КПСС. За высокие производственные достижения по итогам восьмой пятилетки была награждена орденом «Знак Почёта», а по итогам третьего, решающего года девятой пятилетки — орденом Ленина. В 1976 году на шлифовальном участке, где работала Нина Михайловна, были установлены новые круглошлифовальные станки, изготовленные в Германской демократической республике, в результате чего значительно выросла производительность работы шлифовчиц.
Указом Президиума Верховного Совета СССР от 16 января 1981 года за выдающиеся производственные достижения, досрочное выполнение заданий десятой пятилетки и социалистических обязательств Мотовой Нине Михайловне было присвоено звание Героя Социалистического Труда с вручением ордена Ленина и золотой медали «Серп и Молот».
Наряду с производственной занималась общественной деятельностью. Была депутатом Верховного Совета СССР 11-го созыва от Пролетарского избирательного округа, неоднократно избиралась депутатом Московского городского Совета народных депутатов, членом Ждановского райкома[где?] КПСС и правления Общества советско-румынской дружбы. Являлась делегатом XXV съезда КПСС и XVI съезда профсоюзов СССР. По профсоюзной линии посетила Кубу, встречалась с Фиделем Кастро. Затем, будучи в Кремле как депутат Верховного Совета, министр культуры СССР П. Н. Демичев сказал героине: «Михайловна, знаем-знаем, как ты на Кубе выступила! Молодец, не подвела Россию».
Была награждена медалями, в числе которых золотая медаль ВДНХ СССР.
На ГПЗ-1 Н. М. Мотова проработала до выхода на пенсию. Находясь на пенсии, проживает в Москве. Является членом организации «Трудовая доблесть России».